# Langues slaves occidentales

Langue slave méridionale comme langue nationale.
Langue slave occidentale comme langue nationale.
Langue slave orientale comme langue nationale.

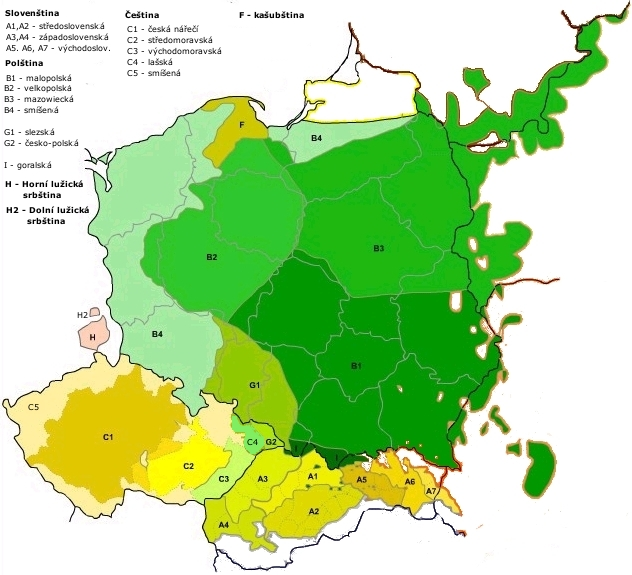
Variations dialectales des langues slaves occidentales.

Les langues slaves occidentales sont un groupe de langues qui forment une subdivision des langues slaves (avec les langues slaves méridionales et les langues slaves orientales). Le polonais, le tchèque et le slovaque sont respectivement les langues officielles de la Pologne, de la Tchéquie et de la Slovaquie.

## Classification
- langues tchécoslovaques :
  - slovaque ;
  - tchèque ;
  - morave ;
- langues léchitiques :
  - cachoube ;
  - polabe † ;
  - polonais ;
  - silésien ;
  - slovince † ;
- sorabe :
  - bas sorabe ;
  - haut sorabe.

## Caractéristiques distinctives
Certaines caractéristiques distinctives des langues slaves occidentales, apparues à partir de leur séparation des branches slaves orientales et slaves méridionales entre le IIIe et VIe siècles apr. J.-C. (ou, selon d'autres estimations, entre le VIe et Xe siècles), comprennent :
- L’évolution des groupes proto-slaves *tj, *dj en c, dz palatalisés, comme en polonais, tchèque ou slovaque noc (« nuit »), à comparer avec le russe ночь (noch) ;
- La conservation des groupes kv, gv, comme en polonais kwiat (« fleur ») et gwiazda (« étoile »), à comparer avec le russe цвет (cvet) et звезда (zvezda) ;
- La préservation de tl, dl, comme en radło / radlo / rádlo (« araire »), par opposition au russe рало ;
- Le x palatalisé est devenu š, comme en polonais musze (cas locatif de mucha, « mouche ») ;
- Les groupes pj, bj, mj, vj sont devenus des consonnes douces sans insertion de l (pas d’épenthèse), comme en polonais kupię (« j’achèterai »), comparé au russe куплю ;
- Une tendance vers une accentuation fixe : sur la première syllabe en tchèque et slovaque, sur la pénultième en polonais ;
- L’usage des terminaisons -ego ou -ého pour le génitif singulier des adjectifs ;
- L’extension de la forme accusative *tъnъ au nominatif, menant à ten / ten / ten (« ce, celui-ci », masc.), à comparer avec le russe тот et le vieux-slave тъ ;
- L’extension de la forme génitive *čьso à la fonction de nominatif et accusatif, remplaçant čь(to), menant à co / co (« quoi »), à comparer avec le russe что et le vieux-slave чьто, génitif чьсо.

Bien que l’influence d'autres familles de langues ait introduit de nombreux emprunts lexicaux — et dans une moindre mesure, des éléments de morphologie verbale et de syntaxe —, les langues slaves ont conservé un caractère nettement slave, enraciné dans l’indo-européen.
Les langues slaves occidentales utilisent toutes l’alphabet latin, tandis que la branche orientale utilise l’alphabet cyrillique, et que la branche méridionale utilise les deux systèmes selon les langues,,.

## Histoire
L’expansion des Slaves primitifs atteint l’Europe centrale vers le VIIe siècle, et les dialectes slaves occidentaux commencent à diverger du slave commun au fil des siècles suivants. Au IXe siècle, des entités politiques slaves occidentales telles que la Principauté de Nitra et la Grande-Moravie émergent. Les tribus slaves occidentales s’installent alors aux marges orientales de l’Empire carolingien, le long du Limes Saxoniae. Les Obodrites reçoivent des territoires de la part de Charlemagne en échange de leur soutien dans sa guerre contre les Saxons.
Au cours du haut Moyen Âge, les tribus slaves occidentales sont repoussées vers l’est par le mouvement de colonisation germanique appelé Ostsiedlung, particulièrement après la croisade des Wendes au XIe siècle. Les Sorabes ainsi que d'autres Polabes, tels que les Obodrites et les Vélètes, passent sous la domination du Saint-Empire romain germanique et subissent un processus intense de germanisation.
Les Bohémiens fondent le Duché de Bohême au IXe siècle, qui est intégré au Saint-Empire au début du XIe siècle. À la fin du XIIe siècle, le duché est élevé au rang de royaume, reconnu juridiquement comme tel en 1212 par la Bulle d'or de Sicile. La Lusace, foyer historique des Sorabes, devient une terre de la couronne de Bohême au XIe siècle, suivie par la Silésie en 1335. Les Slovaques, quant à eux, ne font jamais partie du Saint-Empire, étant intégrés directement au Royaume de Hongrie.
La Hongrie passe sous la domination des Habsbourg aux côtés de l’Autriche et de la Bohême au XVIe siècle, unifiant ainsi sous un même souverain les Bohémiens, Moraves, Slovaques et Silésiens. Bien que la Lusace soit cédée à la Saxe en 1635 et que la majeure partie de la Silésie passe à la Prusse en 1740, les territoires slaves occidentaux restants sous domination des Habsbourg demeurent dans l’empire d'Autriche, puis dans l’Autriche-Hongrie. Après 1918, ces territoires restent unis au sein de la Tchécoslovaquie, jusqu’à sa dissolution en 1992. La Pologne demeure quant à elle indépendante de sa fondation, en 966, jusqu'aux partages en 1795. 
Au cours du dernier siècle, des efforts ont été menés par certains pour standardiser et faire reconnaître le silésien, le lachien et les dialectes moraves comme des langues séparées.

### Code de langue IETF
- Code de langue IETF : zlw